# Lutjanus lemniscatus
Lutjanus lemniscatus là một loài cá biển thuộc chi Lutjanus trong họ Cá hồng. Loài này được mô tả lần đầu tiên vào năm 1828.

## Từ nguyên
Tính từ định danh lemniscatus trong tiếng Latinh có nghĩa là “được trang trí bởi các dải sọc”, hàm ý có lẽ đề cập đến dải đen từ mõm kéo dài đến gốc vây đuôi ở cá con của loài này.

## Phân bố và môi trường sống
L. lemniscatus có phân bố rộng rãi trong vùng Ấn Độ Dương - Thái Bình Dương, từ bờ nam Ấn Độ và Sri Lanka trải dài về phía đông đến Philippines và Papua New Guinea, ngược lên phía bắc đến đảo Đài Loan, giới hạn phía nam đến Úc.
L. lemniscatus cũng xuất hiện dọc theo bờ biển Việt Nam, như vịnh Hạ Long, cù lao Chàm, đảo Lý Sơn, cù lao Câu, bao gồm cả quần đảo Hoàng Sa và quần đảo Trường Sa.
L. lemniscatus sinh sống trên các rạn san hô và gần mỏm đá ngầm, độ sâu độ sâu ít nhất là 110 m, còn cá con thường sống gần bờ, nơi có lượng phù sa vừa phải.

## Mô tả
Chiều dài cơ thể lớn nhất được ghi nhận ở L. lemniscatus là 65 cm, thường bắt gặp với chiều dài trung bình khoảng 35 cm.
Lưng và thân trên có màu nâu xám hoặc màu ô liu, trắng dần ở bụng và dưới đầu. Vây lưng và vây đuôi có màu nâu đen, các vây còn lại đỏ hồng. Cá con có một dải đen rộng từ chóp mõm kéo dài đến gốc vây đuôi.
Số gai ở vây lưng: 10; Số tia vây ở vây lưng: 13–14; Số gai ở vây hậu môn: 3; Số tia vây ở vây hậu môn: 8; Số tia vây ở vây ngực: 16; Số vảy đường bên: 47–50.

## Phân loại
Qua phân tích tiểu đơn vị cytochrome c oxidase I của DNA ty thể, người ta nhận thấy L. lemniscatus tạo thành nhóm chị em với Lutjanus bitaeniatus và Lutjanus papuensis.

## Sinh thái
Thức ăn của L. lemniscatus bao gồm cá nhỏ và một số loài thủy sinh không xương sống khác.

## Giá trị
L. lemniscatus là loài được nhắm mục tiêu trong ngành đánh bắt thủ công ở vịnh Mannar. Loài này thường được bán ở dạng tươi sống, có khi làm khô cá.